# فان راي
فـان راي (بالألمانية: Van Ray)‏ هو فنان ألماني، ولد في 1984 في دوسلدورف في ألمانيا.